# Вон (Нью-Мексико)
Вон (англ. Vaughn) — місто (англ. town) в США, в окрузі Гвадалупе штату Нью-Мексико. Населення — 286 осіб (2020).

## Географія
Вон розташований за координатами 34°36′26″ пн. ш. 105°12′45″ зх. д. / 34.60722° пн. ш. 105.21250° зх. д. (34.607201, -105.212580).  За даними Бюро перепису населення США в 2010 році місто мало площу 14,50 км², уся площа — суходіл.

## Демографія
Згідно з переписом 2010 року, у місті мешкало 446 осіб у 206 домогосподарствах у складі 113 родин. Густота населення становила 31 особа/км².  Було 320 помешкань (22/км²).
Расовий склад населення:
| - 68,2 % — білих - 1,6 % — чорних або афроамериканців - 1,3 % — корінних американців - 25,6 % — осіб інших рас |

До двох чи більше рас належало 3,4 %. Частка іспаномовних становила 86,3 % від усіх жителів.
За віковим діапазоном населення розподілялося таким чином: 24,9 % — особи молодші 18 років, 54,0 % — особи у віці 18—64 років, 21,1 % — особи у віці 65 років та старші. Медіана віку мешканця становила 47,6 року. На 100 осіб жіночої статі у місті припадало 98,2 чоловіків;  на 100 жінок у віці від 18 років та старших — 94,8 чоловіків також старших 18 років.
Середній дохід на одне домашнє господарство  становив 38 228 доларів США (медіана — 31 406), а середній дохід на одну сім'ю — 41 654 долари (медіана — 37 708). За межею бідності перебувало 14,6 % осіб, у тому числі 29,7 % дітей у віці до 18 років та 2,5 % осіб у віці 65 років та старших.
Цивільне працевлаштоване населення становило 92 особи. Основні галузі зайнятості: транспорт — 34,8 %, освіта, охорона здоров'я та соціальна допомога — 25,0 %, будівництво — 15,2 %, роздрібна торгівля — 14,1 %.